# ユニバーサル・グローブ
ユニバーサル・グローブ(Universal Grove)とは、ユニバーサル・スタジオ・テーマパークスの入り口付近にある地球儀型のオブジェクトのこと。映画会社ユニバーサル・スタジオのロゴを模している。

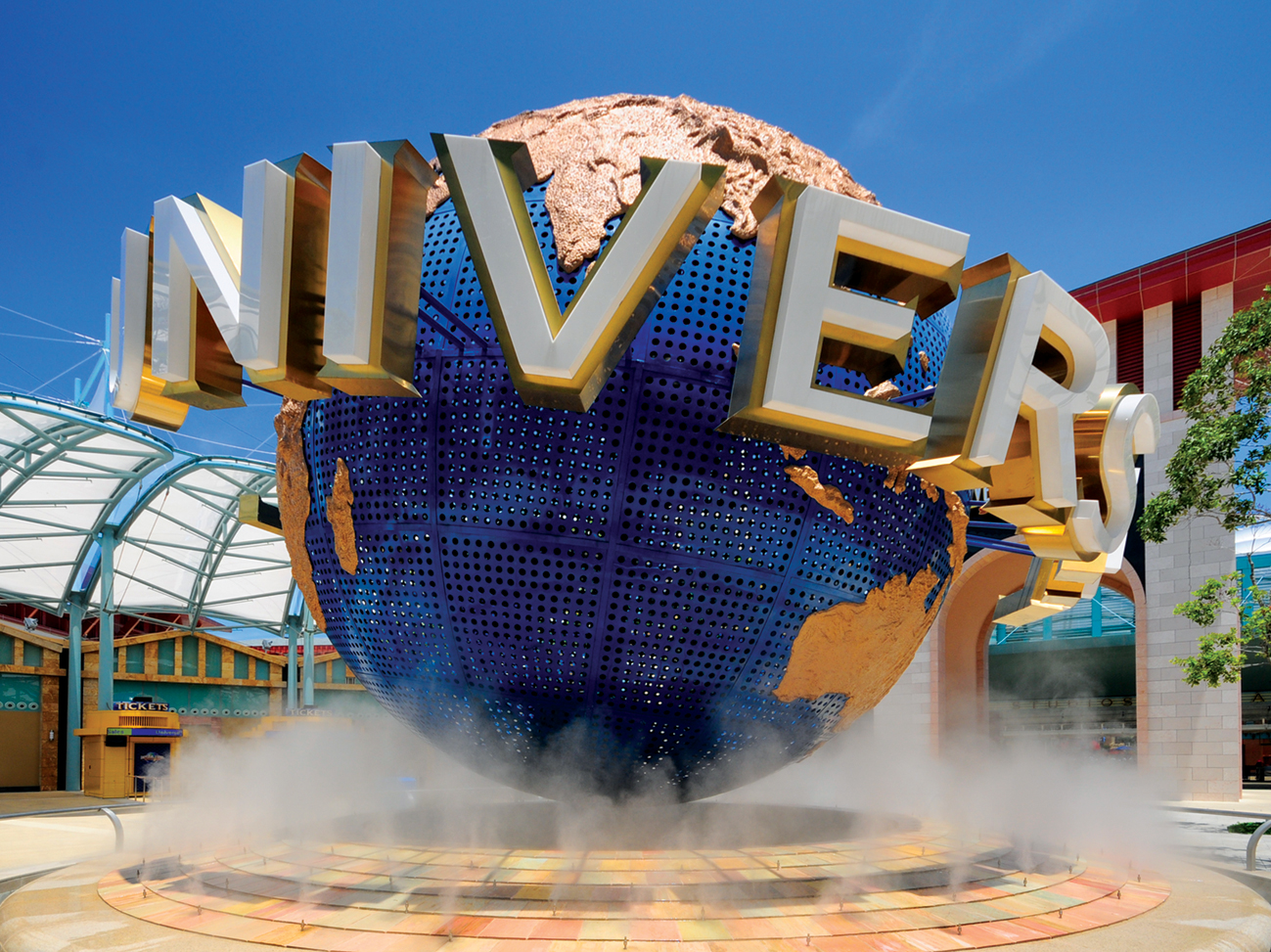
シンガポール

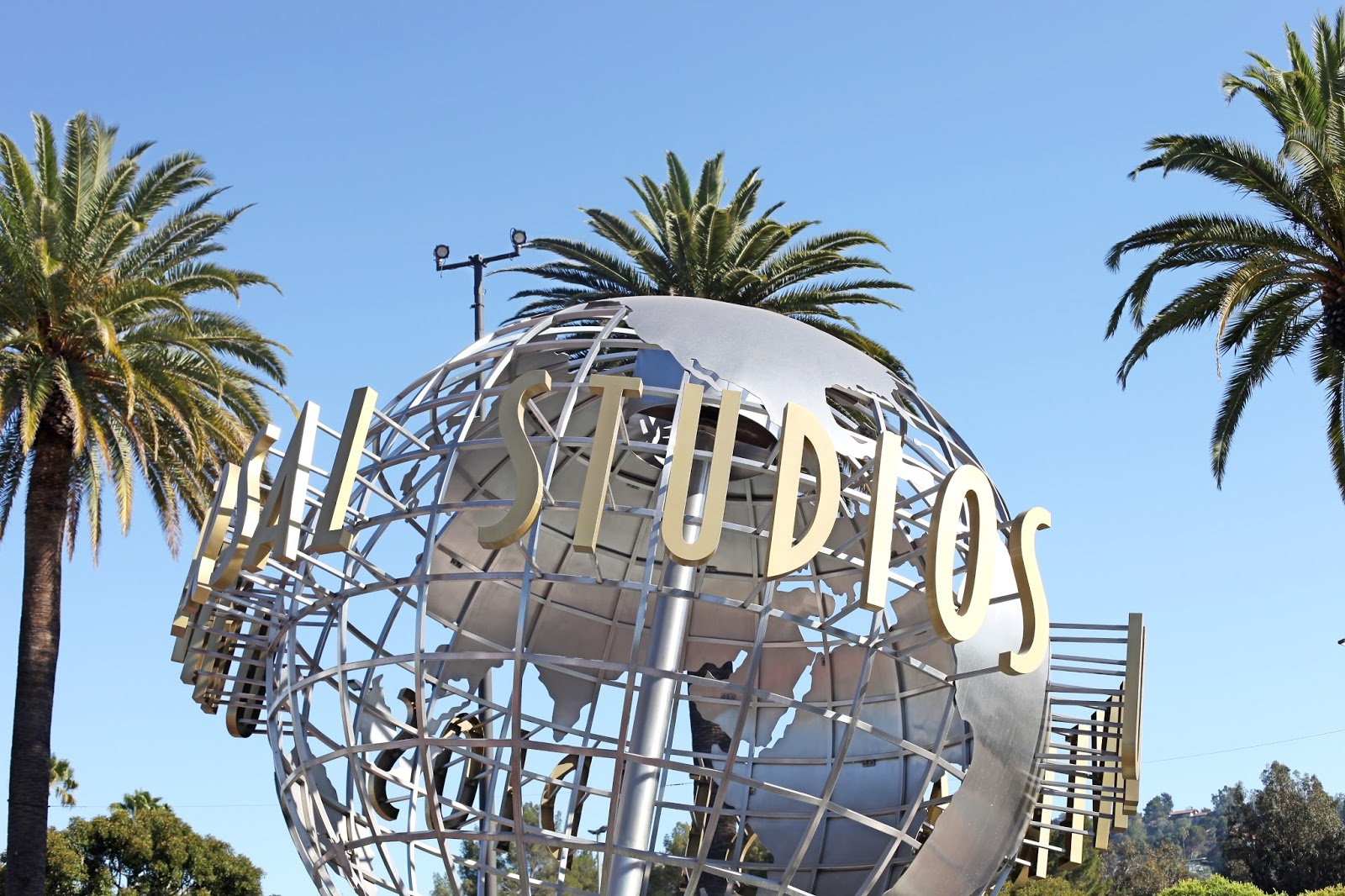
ハリウッド

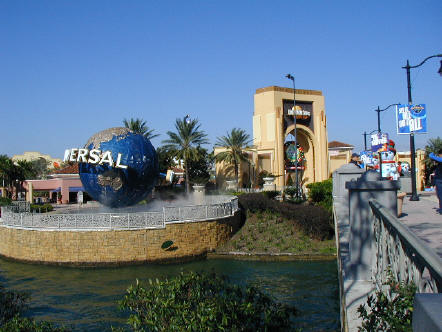
オーランド

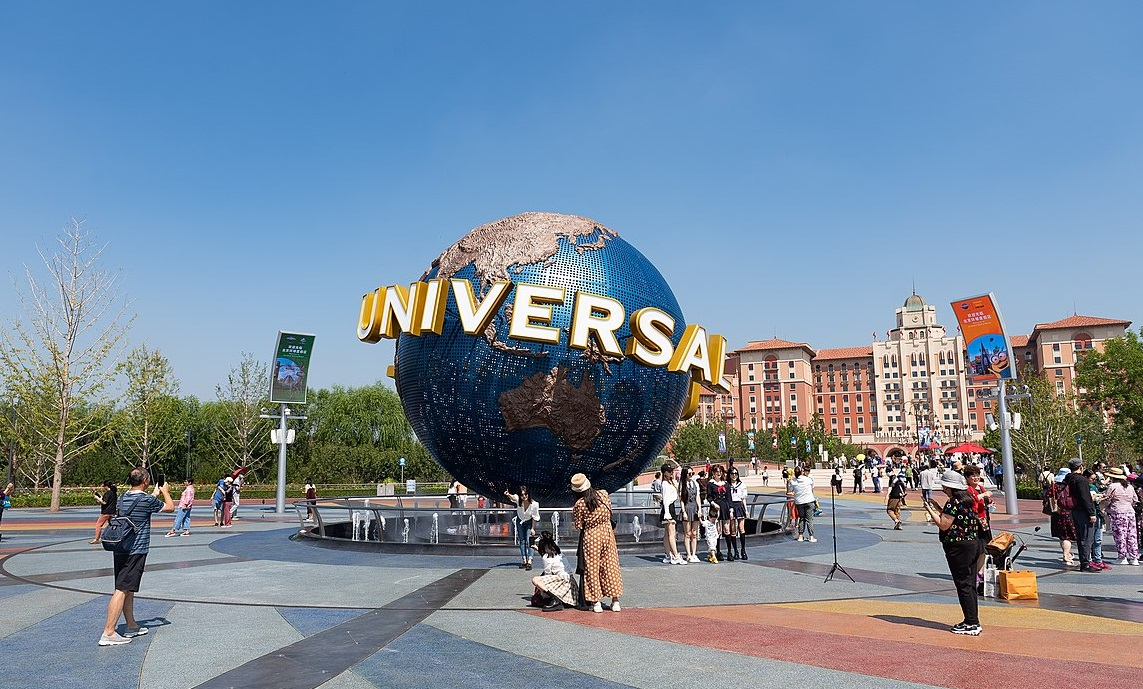
北京

## 概要
全パーク共通で、地球の自転とは反対方向に回転している。ハリウッドは他のパークとデザインが異なり、骨組みの見える構造となっている。シンガポールは、他のパークよりも一回り小さい。北京は他のパークとは違い、2012年以降のユニバーサル・スタジオのロゴを採用している。